# Base conjunta Andrews
La Base conjunta Andrews (anglès: Joint Base Andrews - JBA) és una instal·lació militar dels Estats Units situada al comtat de Prince George de Maryland. La instal·lació està sota la jurisdicció de l'Ala 316 de la Força Aèria dels Estats Units, del Districte de la Força Aèria de Washington (AFDW). La base es va establir el 2009, quan es van fusionar la Base de la Força Aèria Andrews i la instal·lació aèria naval de Washington.

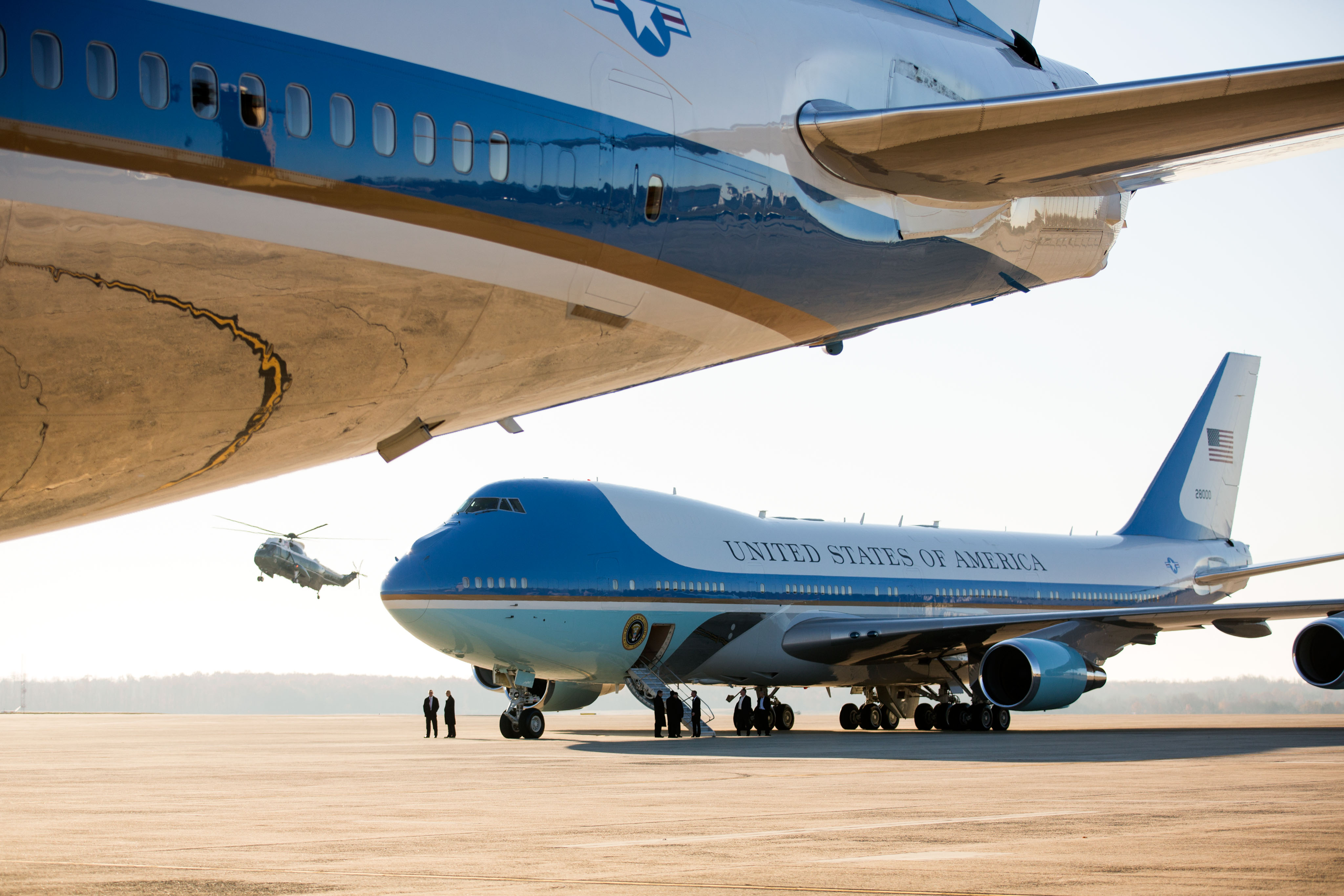
L'Air Force One (dreta) i l'avió de suport (esquerra) a l'asfalt de la Base conjunta Andrews.

El lloc és àmpliament conegut per servir com a base de dos avions Boeing VC-25 que tenen l'indicatiu de trucada Air Force One mentre el president dels Estats Units és a bord.
La base rep el nom del tinent general Frank Maxwell Andrews (1884–1943), antic comandant de les Forces Armades dels Estats Units al Teatre Europeu d'Operacions (European Theater of Operations) durant la Segona Guerra Mundial.
L'amfitrió de la Base Andrews és l'Ala 316, assignada al districte de la Força Aèria de Washington. L'Ala 316 és responsable de mantenir el transport aeri d'ala giratòria de reacció d'emergència i altres capacitats de resposta de contingència de la regió on es troba la capital nacional, crítiques per a la seguretat nacional, i d'organitzar, entrenar, equipar i desplegar forces preparades per al combat per a les Forces Expedicionàries Aèries i Espacials (les AEF).
A efectes estadístics, l'Oficina del Cens dels Estats Units defineix la base com a lloc designat pel cens. Així doncs, segons el cens de 2020, la població resident de la base era de 3.025 persones.

## Història

### Base de la Força Aèria Andrews
L'agost de 1942, el president Franklin D. Roosevelt va ordenar al Secretari de Guerra que adquirís terrenys per a construir un camp d'aviació militar. La seva construcció, on avui hi ha la Base conjunta Andrews, va començar aquell mateix any. El 19 d'abril de 1943 hi va entrar la primera unitat permanent, la 463a Base General i l'Esquadró de la Base Aèria.

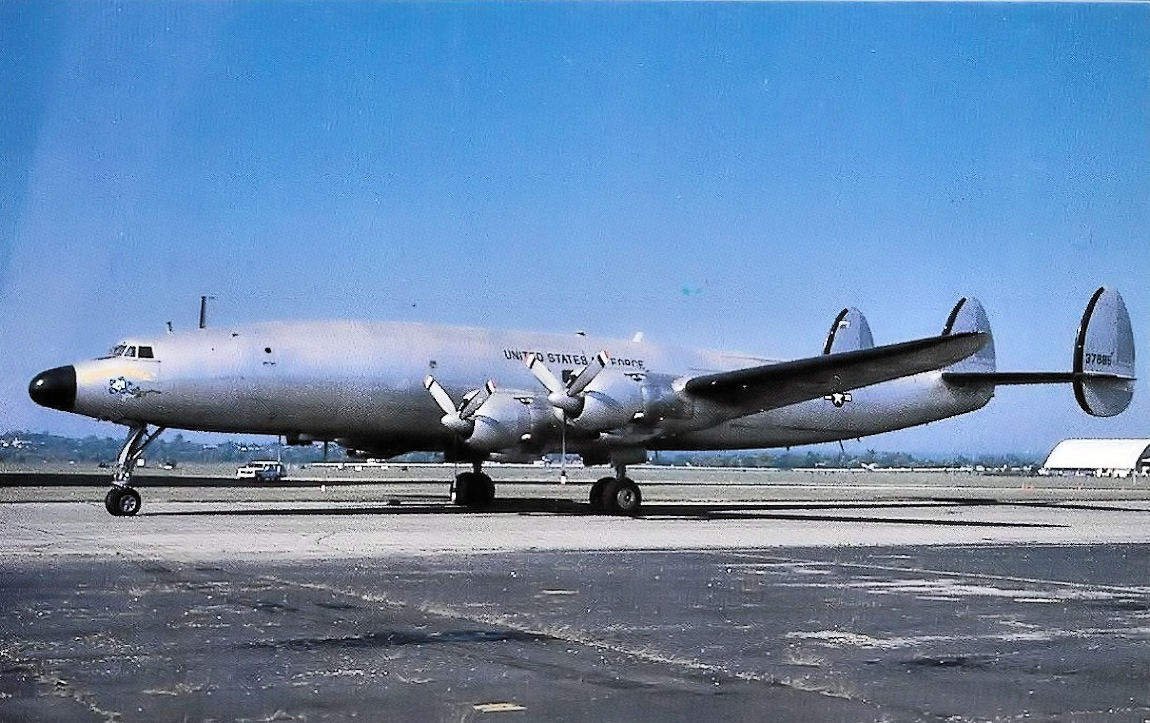
Un Lockheed VC-121E Super Constellation '53-7885' Colombine III a la Base de la Força Aèria Andrews durant els anys 1960.

El Camp Springs Army Air Field va entrar en funcionament el 2 de maig de 1943, quan va arribar el primer Republic P-47 Thunderbolt. Camp Springs es va convertir en Andrews Field el 2 de maig de 1945 per honorar un dels fundadors de la Força Aèria, el tinent general Frank M. Andrews. Poc després que la Força Aèria es convertís en un servei separat el 1947, el nom de la base va canviar a Base de la força aèria d'Andrews (Andrews Air Force Base).
En els anys posteriors a la Segona Guerra Mundial, la Base Andrews va servir com a quarter general per a la Comandància Aèria Continental, la Comandància Aèria Estratègica i el Servei de Transport Aeri Militar. També va ser la seu de la Comandància de Recerca i Desenvolupament Aeri i la seva successor, la Comandància de Sistemes de la Força Aèria, des de 1950 fins a 1992. Tanmateix la Base Andrews era més coneguda pel seu paper especial de missions aèries i el transport d'alts mandataris i caps militars. El president Harry S. Truman va ser el primer a fer un vol presidencial des de la Base Andrews el 24 de novembre de 1946. El port d'entrada i sortida dels dignataris es va traslladar a la Base Andrews el 1959, amb el Destacament 1 de la unitat 1254 del Grup de Transport Aeri, que va rebre el seu primer avió de reacció, un Boeing VC-137 Stratoliner el mateix any. Mentre que l'avió oficial del president, un Lockeed C-121 Constellation (Columbine III), romania a l'Aeroport Nacional de Washington, el president sovint utilitzava el nou VC-137 per a viatges més llargs. L'avió oficial del president John F. Kennedy, un Douglas VC-118, es va transferir permanentment de l'Aeroport Nacional de Washington el març de 1962 a la Base Andrews, i així es va convertir oficialment en la "Llar de l'Air Force One".

### Instal·lació aèria naval de Washington
L'any 1958, quan l'espai aeri al voltant de l'estació aèria naval d'Anacostia (Naval Support Facility Anacostia) a Washington, DC es va omplir massa i les pistes d'Anacostia es van considerar massa curtes, les activitats aèries navals es van traslladar a la Base de la Força Aèria Andrews per facilitar les operacions de jet amb un destacament d'avions de reacció d'entrenament T-2V SeaStar. La transferència es va completar el desembre de 1961.

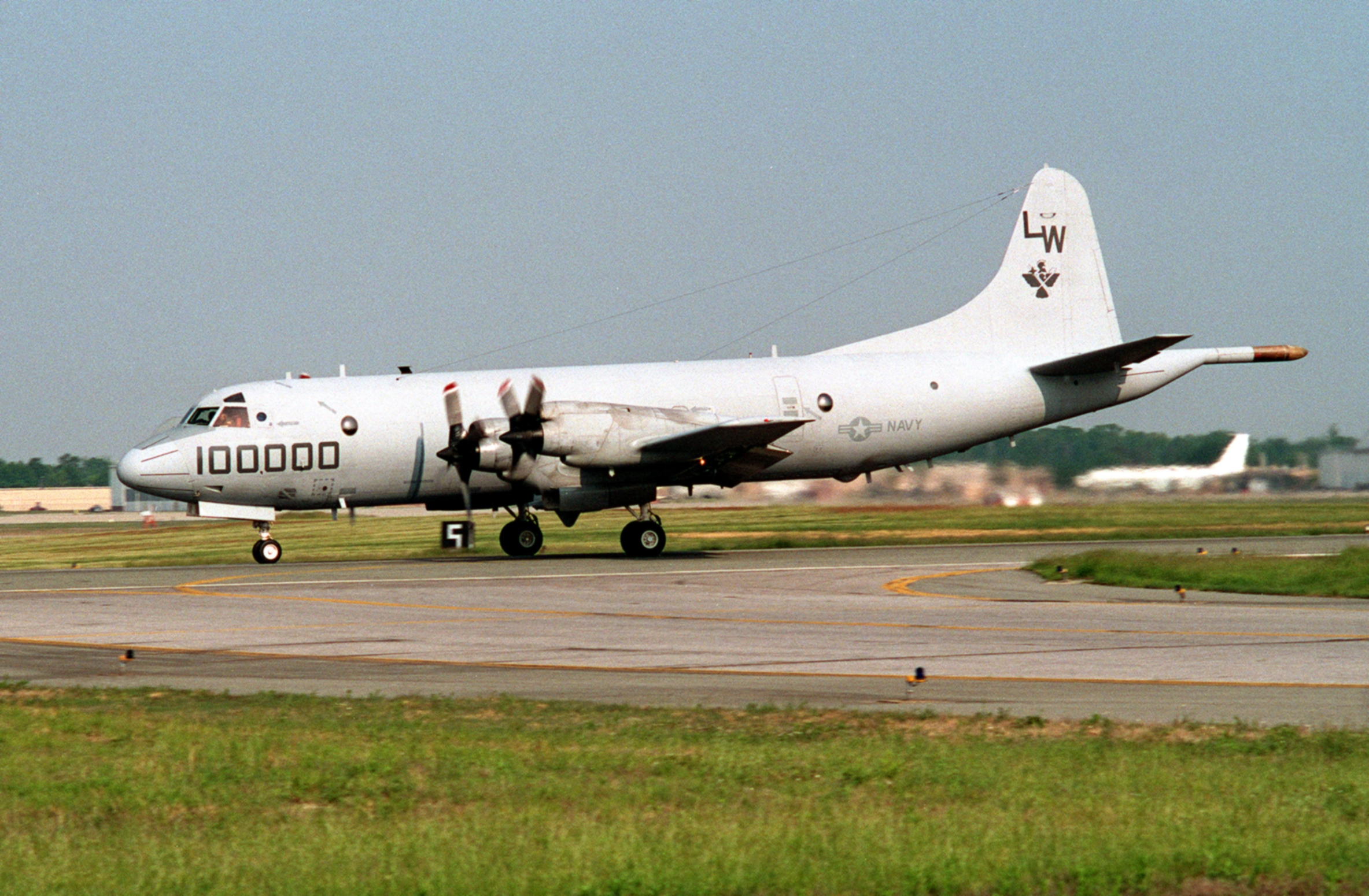
Un Lockheed P-3C de la Marina dels Estats Units de l'esquadró VP-68 Blackhawks, rodant a la Instal·lació aèria naval de Washington el 1994.

Durant la dècada de 1960 i fins a principis de la dècada de 1970, els reservistes de l'armada i la Marina van fer volar l'AD-5 Skyraider, l'FJ-4B Fury, l'F-8U Crusader, el RF-8G Photo Crusader, el C-54 Skymaster i avions de càrrega C-118, SP-2 entre d'altres. L'abril de 1972, la Reserva Aèria Naval es va reorganitzar en dues ales de portaavions tàctics (CVW-20 i CVW-30) amb esquadrons de transport i patrulla de suport.
El 1989, el Secretari de la Marina va signar un nou permís de 25 anys que atorgava a la NAF Washington l'ús continuat del sòl de la Andrews AFB.
A principis de 1993, els reservistes aeris de l'Aeroport Nacional de Washington van continuar donant suport a les activitats navals: la unitat VMFA-321 volant amb l'F/A-18 Hornet, la VP-68 volant amb el P-3C Orion, la VAQ-209 volant amb l'EA-6B Prowler, el destacament de l'ala de recolzament logístic de la flota volant el C-20 Gulfstream i el T-39 Sabreliner, la VR-53 amb el C-130 Hercules i la NAF amb l'UC-12B per al transport de VIPs i càrrega lleugera.
A l'octubre de 2006, el Centre de Suport Operatiu de la Marina (NOSC) Anacostia es va fusionar amb la NAF Washington. Amb aquesta fusió, NAF va assumir el títol addicional de Comandància del Component de la Reserva de Washington del Districte Naval. Al setembre de 2007, el NOSC Adelphi a Maryland va ser dissolt i es va fusionar amb el centre de reserva de NAF Washington, creant el NOSC més gran del país.

### 2005: realineació de bases i tancament

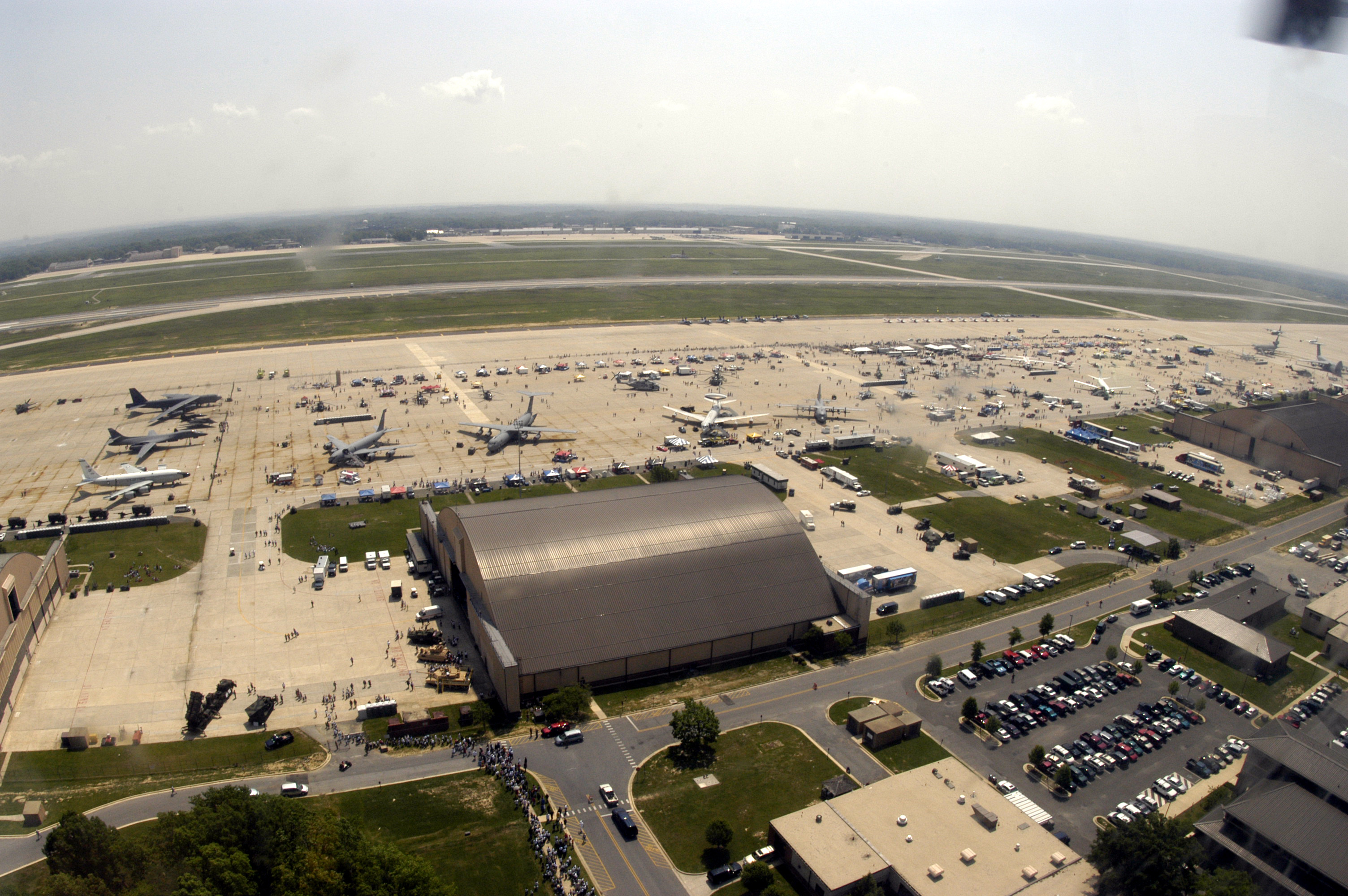
VIsta aèria de la Base conjunta Andrews.

El maig de 2005, la Comissió de Tancament i Realineació de Bases (BRAC) va fer diverses recomanacions relacionades amb la Base Andrews. El més significatiu va ser realinear la Instal·lació aèria naval de Washington, traslladant les seves funcions de gestió a les instal·lacions de la Base Andrews, establint així la base conjunta Andrews-Instal·lació aèria naval de Washington.
La BRAC també va recomanar traslladar diverses oficines de la Secretaria de la Força Aèria des d'un espai d'oficines arrendat a Arlington (Virgínia), a la Base Andrews, reduint així la dependència de l'espai llogat i augmentant la seguretat d'aquestes activitats situant-les dins d'una instal·lació militar.
Altres canvis van incloure el trasllat de la seu de l'Oficina d'Investigacions Especials de la Força Aèria (AFOSI) d'Andrews a la Base del Cos de Marines Quantico (Virgínia), i el trasllat de l'Agència d'estàndards de vol de la Força Aèria (AFFSA) i els seus dos C-21A a la base aèria de la Guàrdia Nacional Will Rogers, a Oklahoma.
L'1 d'octubre de 2010, seguint les recomanacions del procés de tancament i reajustament de la base començat el 2005, la Força Aèria va completar la fusió de l'11a Ala i la 316a a la base conjunta Andrews. L'11a Ala es va convertir en l'organització amfitriona de la Base conjunta Andrews.